# Scellus exustus
Scellus exustus is een vliegensoort uit de familie van de slankpootvliegen (Dolichopodidae). De wetenschappelijke naam van de soort is voor het eerst geldig gepubliceerd in 1852 door Walker.

## Publicatie
1852. Diptera. Part I. Pp. 1–75 In: Insecta Saundersiana: or characters of undescribed species in the collection of William Wilson Saunders, Esq., F.R.S., F.L.S., &c. Vol. I. John Van Voorst, London. 474 pp.